# ويكيبيديا الخميرية
ويكيبيديا الخميرية هي النسخة الخميرية من موسوعة ويكيبيديا.

## الإحصائيات
| عدد المستخدمين المسجلين | عدد المستخدمين النشيطين | عدد المقالات | صفحات المحتوى | عدد التعديلات | عدد الملفات المرفوعة | عدد الإداريين |
| ----------------------- | ----------------------- | ------------ | ------------- | ------------- | -------------------- | ------------- |
| 45٬859                  | 64                      | 11٬429       | 36٬153        | 320٬238       | 808                  | 2             |

## تواريخ مهمة
- 15 يناير 2005، أطلقت ويكيبيديا الخميرية.
- 20 فبراير 2007، بلغت عدد مقالات ويكيبيديا الخميرية 100 مقالة.
- 13 ديسمبر 2007، بلغت عدد مقالات ويكيبيديا الخميرية 500 مقالة.
- 3 مارس 2008، بلغت عدد مقالات ويكيبيديا الخميرية 1000 مقالة.
- 25 نوفمبر 2008، بلغت عدد مقالات ويكيبيديا الخميرية 2000 مقالة.